# Mnium
Mnium (Stjernemos) er en slægt af mosser med ca. 19 arter, hvoraf tre findes i Danmark. Mnium er et græsk navn for mos. Det danske navn kommer af, at gametangierne med deres svøbblade har stjerneform.
Arterne i Mnium-slægten har oprette, mørkebrune stængler med lancetformede, tandede blade, der har kraftig ribbe og randsøm. Sporehusene er ofte nikkende.
| Danske arter |

- Brunfiltet stjernemos Mnium hornum
- Rødlig stjernemos Mnium marginatum
- Indigo stjernemos Mnium stellare